# Igor Lichnovsky
Igor Lichnovsky Osorio (Peñaflor, 7 marzo 1994) è un calciatore cileno, difensore dell'América in prestito dal Tigres UANL.

## Biografia
È in possesso del passaporto comunitario per via delle origini polacche del padre e slovacche del nonno.

## Caratteristiche tecniche
A inizio carriera veniva utilizzato come attaccante, salvo cambiare ruolo per riuscire a sfruttare la sua capacità nel gioco aereo. Ha diversi soprannomi, tra i quali "Pique Azul", con riferimento a Gerard Piqué per le simili doti calcistiche.

## Carriera

### Club

#### Le giovanili e l'esordio con l'Universidad de Chile
Igor Lichnovsky inizia la sua carriera da calciatore nel 2004, all'età di dieci anni, quando arriva nella scuola calcio dell'Universidad de Chile, società cilena. Compie tutta la trafila delle giovanili fino a debuttare, l'8 ottobre 2011, in prima squadra durante un'amichevole contro i peruviani dell'Alianza Lima. Debutta in Primera División nel clásico contro l'Universidad Católica, in cui è stato votato come l'uomo chiave del match. Rimedia la sua prima ammonizione in carriera il 4 dicembre, in occasione del match di campionato con l'Unión Española. Il 29 aprile 2012 realizza la sua prima rete in carriera durante la partita di campionato con il Colo-Colo, terminata con il risultato di 5 a 0 in favore degli Azul.

### Nazionale

#### Nazionale Under
Nel 2009 viene convocato con l'Under-15 ma non verrà mai schierato durante una partita.
Con l'Under-17 ha partecipato sia al Campionato sudamericano di calcio Under-15 edizione 2009 svoltosi in Bolivia, sia al Campionato sudamericano di calcio Under-17 organizzato in Ecuador nel 2011.
Nel 2012 entra a far parte della lista dei convocati dell'Under-20, che prenderanno parte ad alcune amichevoli in programma nell'anno stesso.
Nel 2013 prende parte al Campionato sudamericano di calcio Under-20 2013 con la Nazionale Under-20 di calcio del Cile, durante il torneo realizza il gol che permette di superare la Nazionale Under-20 di calcio della Colombia per 2a1.

## Statistiche

### Presenze e reti nei club
Statistiche aggiornate al 22 gennaio 2016.
| Stagione                    | Squadra                     | Campionato                  | Campionato | Campionato | Coppe nazionali | Coppe nazionali | Coppe nazionali | Coppe continentali | Coppe continentali | Coppe continentali | Altre coppe | Altre coppe | Altre coppe | Totale | Totale |
| Stagione                    | Squadra                     | Comp                        | Pres       | Reti       | Comp            | Pres            | Reti            | Comp               | Pres               | Reti               | Comp        | Pres        | Reti        | Pres   | Reti   |
| --------------------------- | --------------------------- | --------------------------- | ---------- | ---------- | --------------- | --------------- | --------------- | ------------------ | ------------------ | ------------------ | ----------- | ----------- | ----------- | ------ | ------ |
| 2011                        | Universidad de Chile        | PD                          | 4          | 0          | CC              | 0               | 0               | CS                 | 0                  | 0                  | -           | 0           | 0           | 4      | 0      |
| 2012                        | Universidad de Chile        | PD                          | 13         | 2          | CC              | 0               | 0               | CL                 | 2                  | 0                  | -           | 0           | 0           | 15     | 2      |
| 2013                        | Universidad de Chile        | PD                          | 5          | 0          | CC              | 0               | 0               | CL+CS              | 3+1                | 0                  | -           | 0           | 0           | 9      | 0      |
| 2014                        | Universidad de Chile        | PD                          | 0          | 0          | CC              | 0               | 0               | CL                 | 3                  | 0                  | -           | 0           | 0           | 3      | 0      |
| Totale Universidad de Chile | Totale Universidad de Chile | Totale Universidad de Chile | 22         | 2          |                 | 0               | 0               |                    | 9                  | 0                  |             | 0           | 0           | 31     | 2      |
| 2014-2015                   | Porto B                     | SD                          | 37         | 3          | -               | 0               | 0               | -                  | 0                  | 0                  | -           | 0           | 0           | 37     | 3      |
| 2015-gen. 2016              | Porto B                     | SD                          | 4          | 0          | TP+TL           | 1+2             | 0               | -                  | 0                  | 0                  | -           | 0           | 0           | 7      | 0      |
| Totale Porto B              | Totale Porto B              | Totale Porto B              | 41         | 3          |                 | 3               | 0               |                    | 0                  | 0                  |             | 0           | 0           | 44     | 3      |
| gen. 2016-                  | Sporting Gijón              | PD                          | 0          | 0          | CR              | 0               | 0               | -                  | 0                  | 0                  | -           | 0           | 0           | 0      | 0      |
| Totale carriera             | Totale carriera             | Totale carriera             | 63         | 5          |                 | 3               | 0               |                    | 9                  | 0                  |             | 0           | 0           | 75     | 5      |

## Palmarès

### Competizioni nazionali
- Campionato cileno: 2

Universidad de Chile: Apertura 2011, Clausura 2011
- Campionato messicano: 2

Tigres: Clausura 2023
America: Apertura 2023

### Competizioni internazionali
- Coppa Sudamericana: 1

Universidad de Chile: 2011